# 島津久茂
島津 久茂（しまづ ひさもち）は、江戸時代中期の薩摩藩士。都城私領主である都城島津家20代当主。

## 生涯
宝永8年（1711年）、19代当主島津久龍の次男に生まれる。兄が早世したため嫡男となる。享保8年（1723年）、鹿児島城に於いて元服し久珍と名乗る。
享保16年（1731年）、島津宗家の拝謝使として家老以下を随え江戸へ赴き、将軍徳川吉宗に拝謁し、太刀、馬などを献上する。
宝暦年間、家臣の池田貞記に命じ、茶の栽培法および製茶法を山城国宇治にて学ばせる。貞記は創意工夫を加え、気候・風土に恵まれた霧深い都城盆地の名産として今に続く都城茶を創り出した。宝暦7年（1757年）、桃園天皇に都城茶を献上、叡感あり、菊花御紋章入りの茶碗および土器を賜る。この茶碗および土器は現存し、都城歴史資料館に展示されている。
武術を好み、撃剣および銃術の奥義を極めた。特に射的および鳥獣を撃つことを得意とした。また、領内の銃工に命じ小銃4丁を製造し、島津宗家に献上している。
安永3年（1774年）、64歳で死去した。龍峰寺に葬られた。